# Водоспад Шакі
Водоспад Шакі, чи Шакінський водоспад (вірм. Շաքիի ջրվեժ) — найвищий водоспад Вірменії, заввишки 18 м. Він розташований в марзі (області) Сюнік.
Одним з реально надихаючих пам'яток Вірменії, Шакінський водоспад розташований за 6 км на північ від міста Сісіан. На лівій стороні ущелини річки Воротану, що стікає з Сюнікського плато 178 км до вливання у Аракс, потоки базальтових лав зміцнили у формі уступу 18 метрів, з яких водоспад каскадом вниз, створює захопливий вид на ущелину і створює один з найкрасивіших водоспадів у Вірменії. Одними словами не можливо описати ці незаймані місця, нерозвиненість і затишок, де незайманою красою і міццю природи об'єднати наші очі і вуха, щоб споглядати.
На цьому мікроскопічному відрізку нагір'я розвиток людини відбувалося з небувалою швидкістю: фахівці жартують, що саме тут еволюція просувалася мікрокроками. Район Шакінського водоспаду — унікальна "комора" археології. На цій території виявлено більше десятка найдавніших гротів, і міжнародне наукове співтовариство вважає, що її необхідно зробити заповідною зоною. Саме місце являє собою ущелину, круті схили якого рясніють скельними нішами і відносно глибокими гротами. У них знайдені матеріальні сліди людини, у тому числі залишки золи, що датуються давньокам'яним століттям. Річка Шакі — одна із скромних приток Воротану, має довжину всього 18 км. Вона утворює дивовижний по красі водоспад, уподобаний стародавніми людьми. Падючі з висоти 40 метрів величезні обсяги води наповнюють повітря первозданної свіжістю, що гармонує з незайманими виглядом палеолітичних печер.